# هونشي
هونشي هي علامة تجارية صينية للسيارات الفارهة مملوكة من قبل فاو جروب.تم إطلاق هونشي في 1958 مما يجعلها أقدم علامة تجارية لسيارة ركاب في الصين.تعني هونشي باللغة الصينية العلم الأحمر.